# Layayda
Layayda (àrab: لعيايدة, Laʿyāyda; amazic estàndard marroquí: ⵍⵄⵢⴰⵢⴷⴰ, Lℇyayda) és un arrondissement del municipi de Salé, de la prefectura de Salé, a la regió de Rabat-Salé-Kenitra, al Marroc. Segons el cens de 2014 tenia una població total de 153.361 persones. La seva població havia augmentat de 83.777 habitants en 1994 a 118.233 en 2004.